# John Robertson (1898-1955)
Pour les articles homonymes, voir John Robertson.
John James Robertson (23 mai 1898 - 6 octobre 1955) est un homme politique du parti travailliste écossais qui est député de 1945 à 1951.

## Biographie
Né dans les Shetland, Robertson est élu pour la première fois aux élections générales de 1945, en tant que député de Berwick et Haddington. À la suite de changements de limites, il est réélu à la Chambre des communes lors des élections générales de 1950 pour la nouvelle circonscription de Berwick et East Lothian. L'année suivante, Robertson perd son siège aux élections générales de 1951 au profit du candidat conservateur William Anstruther-Gray.